# Abraham van Dijck
Abraham van Dijck (Amsterdam, 1635 – Dordrecht, 1680) è stato un pittore olandese del Secolo d'oro.

## Biografia
Fu allievo di Rembrandt, ma nei suoi lavori si nota anche l'influenza di Gabriel Metsu, Caspar Netscher, Quiringh Gerritsz van Brekelenkam e Nicolaes Maes.

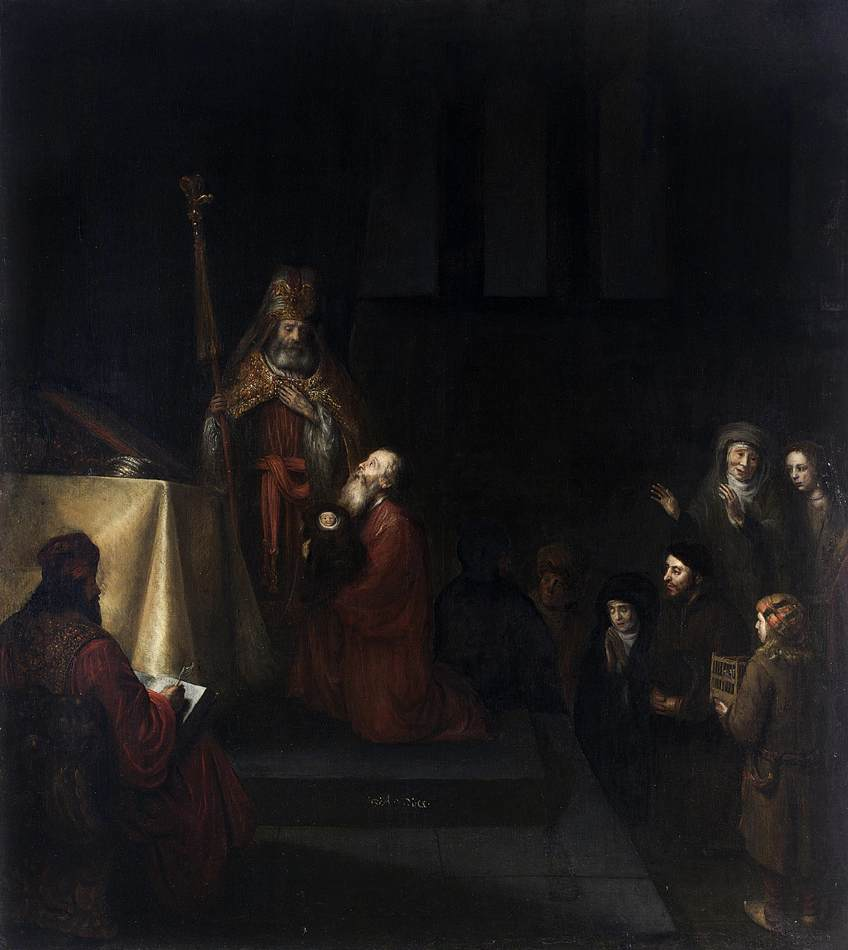
La presentazione al tempio (1655)

Il suo primo lavoro firmato (La presentazione al tempio) risale al 1655. Nel 1659 fu attivo a Alkmaar, quindi ad Amsterdam a partire dal 1661. Nel 1667 si stabilì definitivamente a Dordrecht, dove morì nel'agosto del 1680.

## Galleria di opere

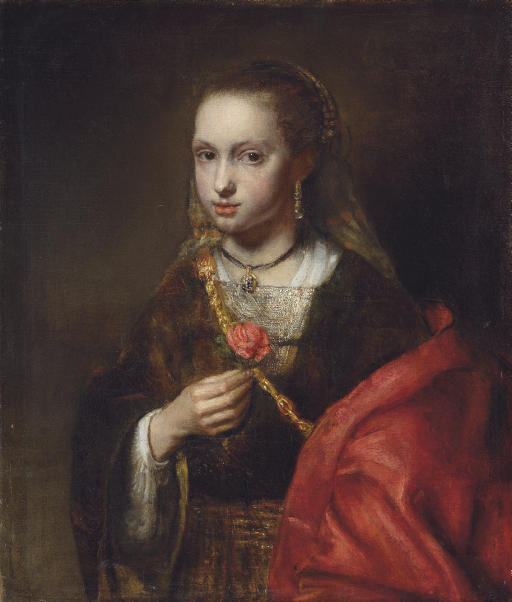
Ragazza che regge una rosa
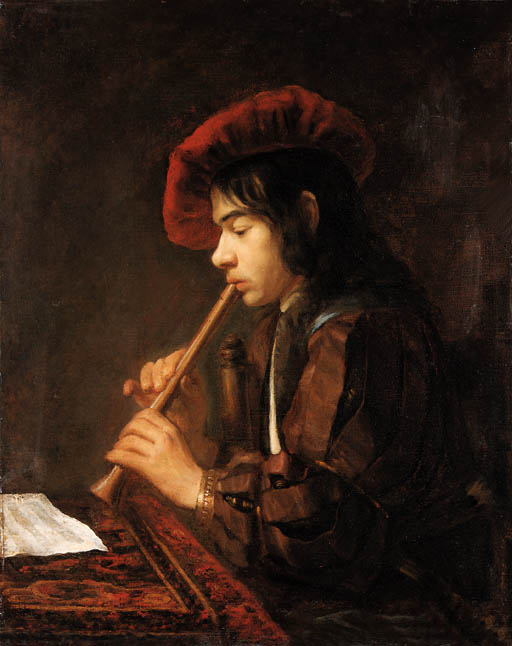
Ragazzo che suona il flauto
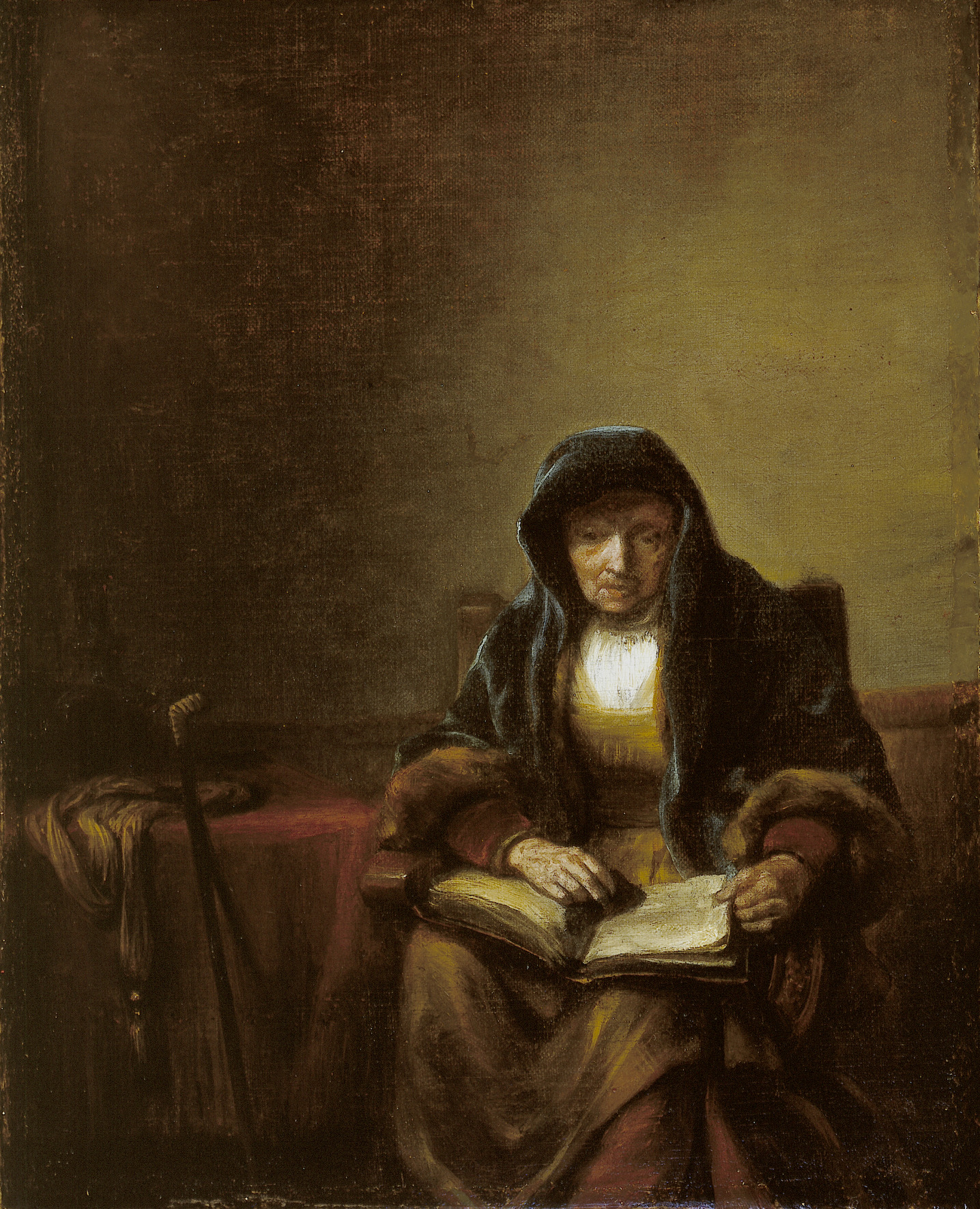
Donna anziana che legge
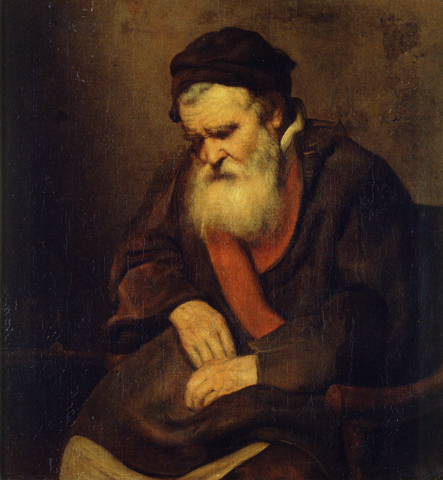
Uomo anziano che dorme
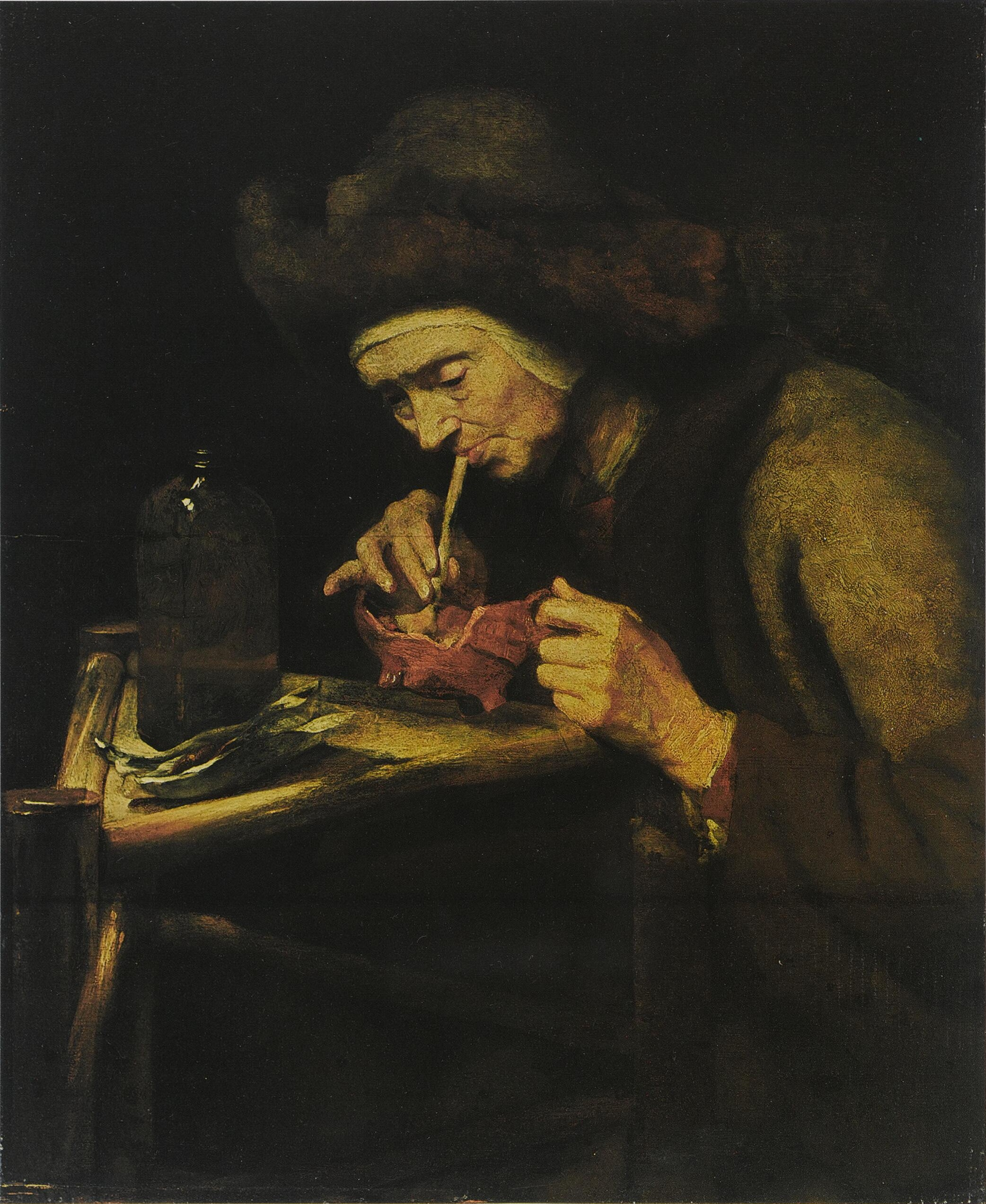
Donna anziana che fuma
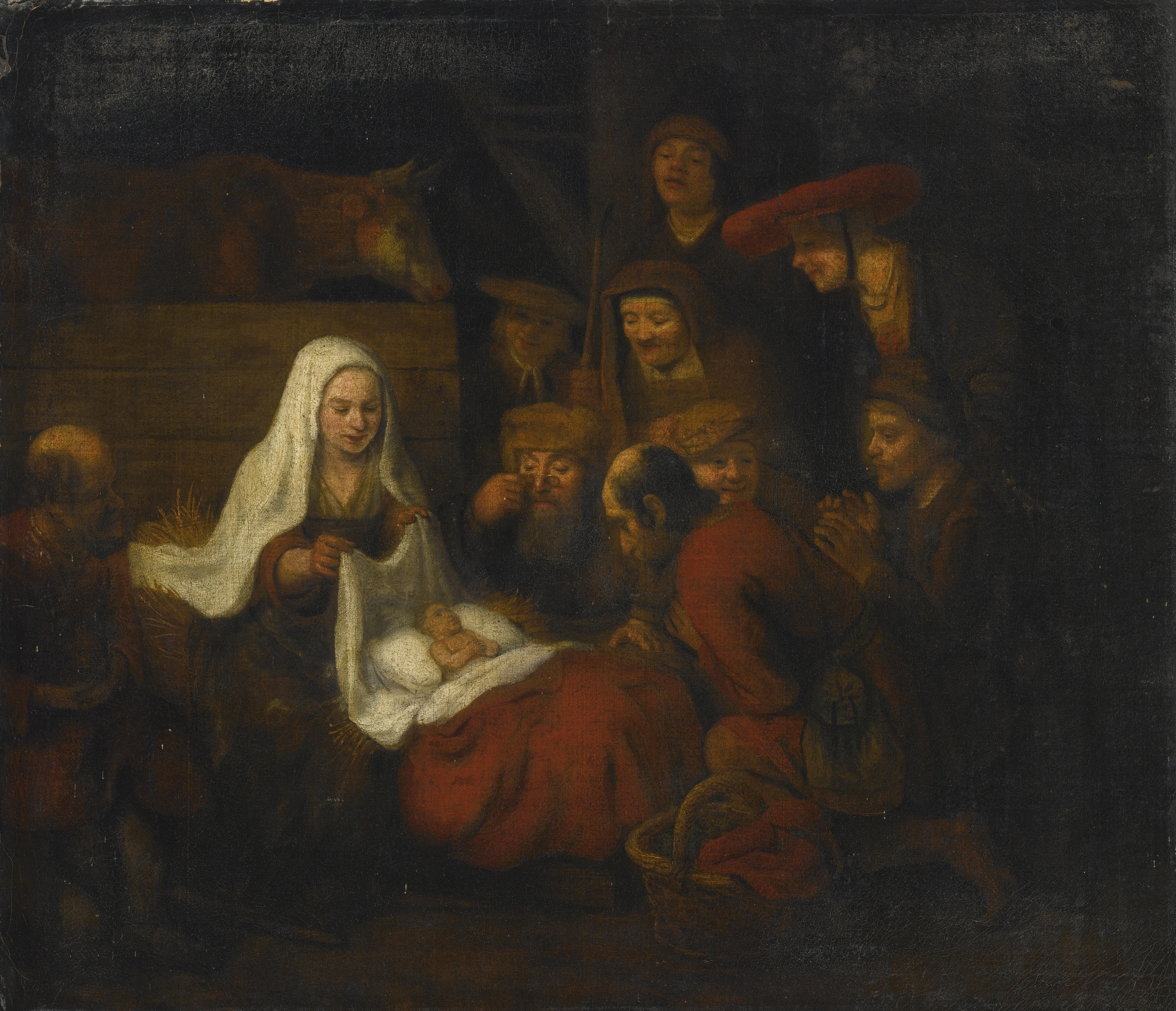
L'adorazione dei pastori
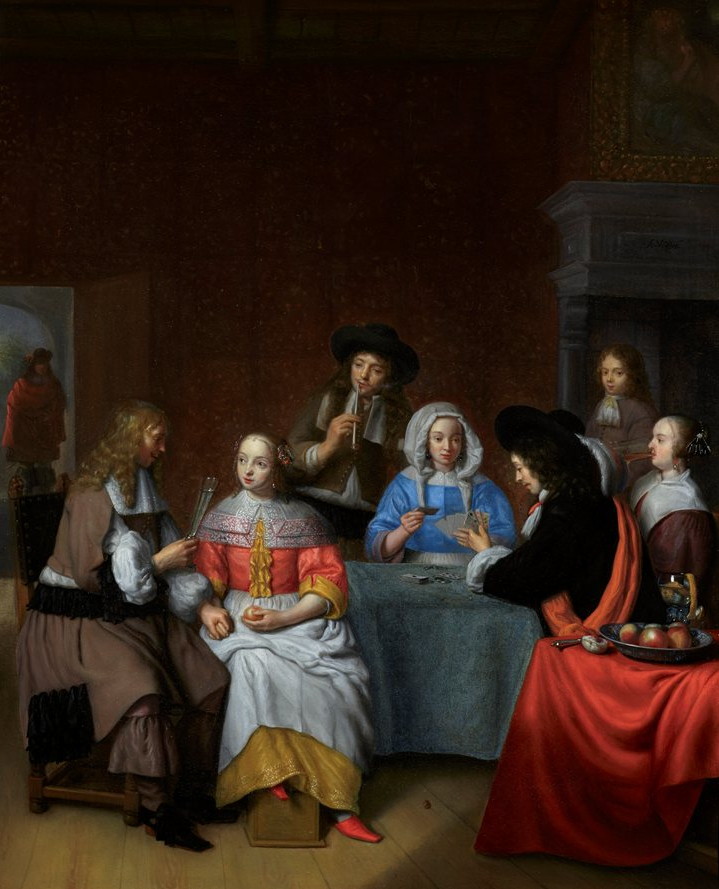
Interno con eleganti giocatori di carte